# تک‌نگاشته
تک‌نگاشته(نام علمی: Monograptus) نام یک سرده از رده گراپتولیت است.